# Поддубный, Сергей Анатольевич
Сергей Анатольевич Поддубный (1 октября 1968, Осинники, Кемеровская обл.) — депутат Государственной Думы шестого созыва. Член политической партии «Единая Россия». Заместитель председателя комитета ГД по физической культуре, спорту и делам молодёжи. Заслуженный мастер спорта по настольному теннису, победитель и призёр чемпионатов мира, Европы и России по настольному теннису среди инвалидов. Член общероссийского народного фронта. Член всероссийского общества инвалидов.

## Биография
Родился 1 октября 1968 года в городе Осинники Кемеровской области.
С 1987 по 1989 года служил в РВСН в городе Ужуре Красноярского края. Уволился в звании сержанта. 7 июля 1989 года получил травму позвоночника.
В 1995 году окончил Новокузнецкое училище-интернат для инвалидов по специальностям «часовщик» и «радиомеханик» и два года спустя открыл фирму по ремонту электроники.
В 2006 году принят в союз журналистов.
В 2007 году окончил Осинниковский горнотехнический колледж по специальности «Государственное и муниципальное управление».

### Государственная Дума
В 2011 году избран депутатом Государственной Думы шестого созыва от Кемеровской области.
В 2014 году окончил Российскую академию народного хозяйства и государственной службы при Президенте Российской Федерации.
Сергей Анатольевич является инициатором 74 законопроектов в Государственной Думе.
Зарегистрировался на предварительное голосование по отбору кандидатов ЕР на выборах 18 сентября 2016 года по Новокузнецкому округу.

### Семья
- Жена: Марина Геннадьевна Поддубная в браке с 1997 года[5].
- Брат: Фёдор Анатольевич Поддубный (род. 18 января 1974).
- Отец: Поддубный Анатолий Фёдорович (род. 1 января 1940) — пенсионер.
- Мать: Поддубная (Головина) Валентина Петровна (род. 8 марта 1946) — заместитель директора по УВР Осинниковского Горнотехнического колледжа[4].

## Спортивные достижения
Несмотря на полученную в 1989 году травму позвоночника, после которой Сергей Поддубный передвигается только в инвалидной коляске, он ведёт активный образ жизни. С 1997 года начал профессионально заниматься настольным теннисом, принимал участие в Парасибириадах, а с 1999 года — в чемпионатах России. С этого же года он является членом сборной России. В дальнейшем неоднократно становился победителем и призёром национального первенства, в 2008 и 2012 годах представлял Россию на Паралимпийских играх в Пекине и Лондоне, в 2010 году выиграл чемпионат мира в Корее, а на следующий год стал призёром чемпионата Европы в Хорватии.
Помимо участия в соревнованиях, Поддубный уделяет внимание популяризации инвалидного спорта. Он участвует в автопробегах и является корреспондентом областной газеты «Инвалид». Награждён знаком «Спортивная доблесть Кузбасса». Поддубный вместе с боксёрами Николаем Валуевым и Юрием Арбачаковым был избран участником эстафеты Олимпийского огня на территории Кузбасса в преддверии Олимпиады в Сочи.

## Награды и звания
- Звание Мастер Спорта Международного Класса(2009).
- Медаль «За честь и мужество» (2008).
- Медаль «За особый вклад в развитие Кузбасса» 3 степени(2009).
- Чемпион Мира по настольному теннису(2010).
- Почётный знак «Спортивная доблесть Кузбасса»(2010).
- Юбилейная медаль «15 лет Кемеровской и Новокузнецкой Епархии»(2011).
- Звание Заслуженный Мастер Спорта России(2011).
- Орден «Доблесть Кузбасса» (2011)[13].